# Ratiboř (Boêmia do Sul)
Ratiboř é uma comuna checa localizada na região da Boêmia do Sul, distrito de Jindřichův Hradec.